# Prottes
Prottes è un comune austriaco di 1 408 abitanti nel distretto di Gänserndorf, in Bassa Austria; ha lo status di comune mercato (Marktgemeinde).